# Et si je t'aime
Et si je t'aime est une chanson de Marie Laforêt. Elle est initialement parue en 1968 sur l'EP Marie Laforêt vol. XV (aussi appelé Le Lit de Lola),.
C'est une adaptation française de la chanson Sunday Mornin' (ou Sunday Morning) écrite par Margo Guryan et  devenue un grand succès pour Spanky and Our Gang en 1967.

## Développement et composition
La chanson originale a été écrite par Margo Guryan. Elle a été adaptée en français par Michel Jourdan.

## Listes des pistes
EP 7" 45 tours Marie Laforêt vol. XV (1968, Festival FX 1563, France)
A1. Le Lit de Lola (2:48)
A2. Qu'y a-t-il de changé ? (2:09)
B1. Et si je t'aime (2:12)
B2. À la gare de Manhattan (2:46),,

## Classements
Sunday Mornin' (Spanky and Our Gang)
| Classement (1967)    | Meilleure position |
| -------------------- | ------------------ |
| États-Unis (Hot 100) | 30                 |

Le Lit de Lola / Qu'y a-t-il de changé / Et si je t'aime,, (Marie Laforêt)
| Classement (1968)                       | Meilleure position |
| --------------------------------------- | ------------------ |
| Belgique (Wallonie Ultratop 50 Singles) | 47                 |